# Russell Westbrook
Russell Westbrook (* 12. listopadu 1988, Long Beach, USA) je americký profesionální basketbalista. V současné době hraje za Denver Nuggets. V letech 2008–2019 hrál za tým NBA Oklahoma City Thunder, ve kterém patřil k nejlepším hráčům v NBA. V roce 2019 přestoupil do Houston Rockets a v roce 2020 byl vyměněn do Washington Wizards a v roce 2021 byl vyměněn do Los Angeles Lakers. Dvakrát reprezentoval Spojené státy, a byl tak členem týmů, které získaly zlato na Mistrovství světa v basketbalu mužů 2010 a na LOH v roce 2012. V sezóně 2016–2017 vyhrál MVP.
Je považován za jednoho z nejlepších smečařů NBA.
Na konci sezóny 2016/ 2017 si převzal cenu za nejužitečnějšího hráče NBA.